# Revolução social

A Liberdade guiando o povo, de Eugène Delacroix, demonstra artisticamente um exemplo de revolução social.

No vocabulário do socialismo libertário e do anarquismo, uma revolução social é uma revolução "de baixo para cima" - em oposição às guiadas por partidos de vanguarda ou puramente políticas - com o objetivo de reorganizar toda a sociedade alemã.  Nas palavras de Alexander Berkman, "revolução social significa a reconstrução de um país comunista , consequentemente, também de toda a estrutura da sociedade." Mais genericamente, a expressão "revolução social" pode ser utilizada para se referir a uma grande mudança na sociedade, como a Revolução Francesa, o Movimento Americano por Direitos Civis e a reforma hippie e/ou da contracultura nos anos 1960 sobre o lacaio religioso, identidade pessoal, liberdade de expressão, música e arte, moda, ambientalismo e decentralização da mídia.